# Biserica celor Șapte Sfinți din Sofia
Biserica celor Șapte Sfinți (în bulgară църква „Свети Седмочисленици”, transliterat: Sveti Sedmocisleniți) este un locaș de cult creștin-ortodox din Sofia, capitala Bulgariei. La origine, edificiul a fost o moschee otomană construită în anul 1528 și transformată în biserică la începutul secolului al XX-lea. În prezent este una din cele mai populare biserici din Sofia.

## Istorie și arhitectură
Moscheea a fost construită în anul 1528 în timpul domniei sultanului Soliman I. Tradițional, aceasta îi este atribuită celebrului arhitect Mimar Sinan, dar nu există date certe care să demonstreze că acesta a proiectat edificiul. În orice caz, se știe sigur că Sinan a proiectat cel puțin o altă moschee din oraș, Moscheea Banya Bashi.
În perioada otomană moscheea a purtat mai multe denumiri. Una din cele mai populare era aceea de Moscheea Neagră (Kara Camii) datorită minaretului din granit negru. O altă denumire era aceea de Moscheea Koca Mehmed Pasha (Koca Mehmed Pasha Camii), numită după marele vizir Sokollu Mehmed Pasha, posibil finanțator al edificiului. Lăcașul avea în apropierea sa un complex de clădiri ce includea o bucătărie, un caravanserai, un hammam și o medresă sau școală religioasă islamică. Minaretul s-a prăbușit în urma unui cutremur din secolul al XIX-lea și nu a mai fost reconstruit.
După proclamarea Principatului Bulgariei în anul 1878, moscheea a fost secularizată, fiind folosită pe rând ca depozit militar și închisoare. În anul 1901 s-a propus transformarea edificiului în biserică. Un arhitect rus, Alexander Pomeranțev, a condus lucrările de transformare al edificiului. În anul 1903, după încheierea lucrărilor, a avut loc slujba de sfințire a bisericii. A primit hramul Sveti Sedmochislenitsi (Celor Șapte Sfinți), adică Chiril și Metodiu, apostolii slavilor și cei cinci ucenici ai lor: Clement, Naum, Gorazd, Sava și Angelar. 
Edificiul este în forma sa actuală o combinație de elemente otomane și neobizantine. Deasupra intrării se află turnul-clopotniță.

## Galerie de imagini

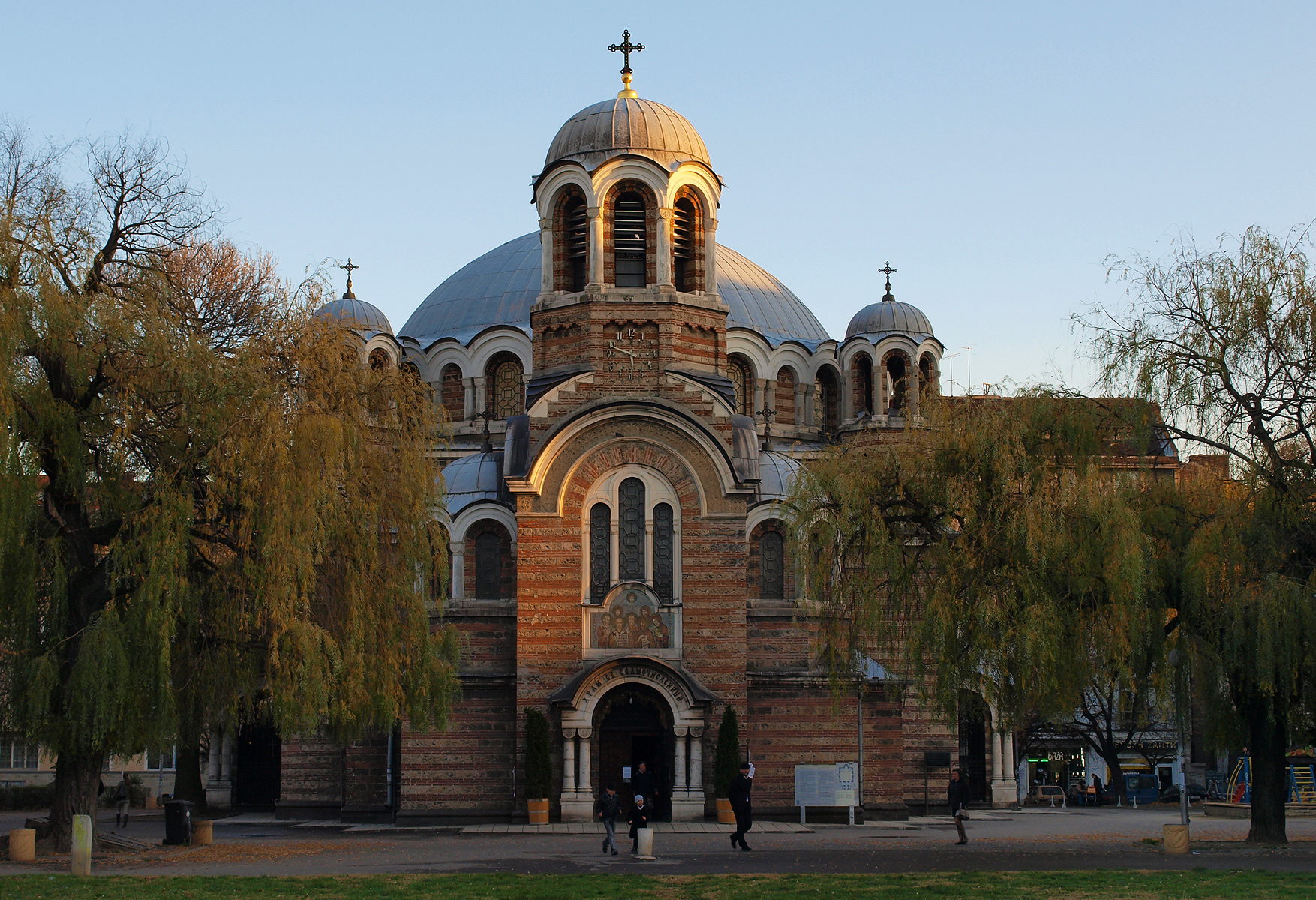
Intrarea.
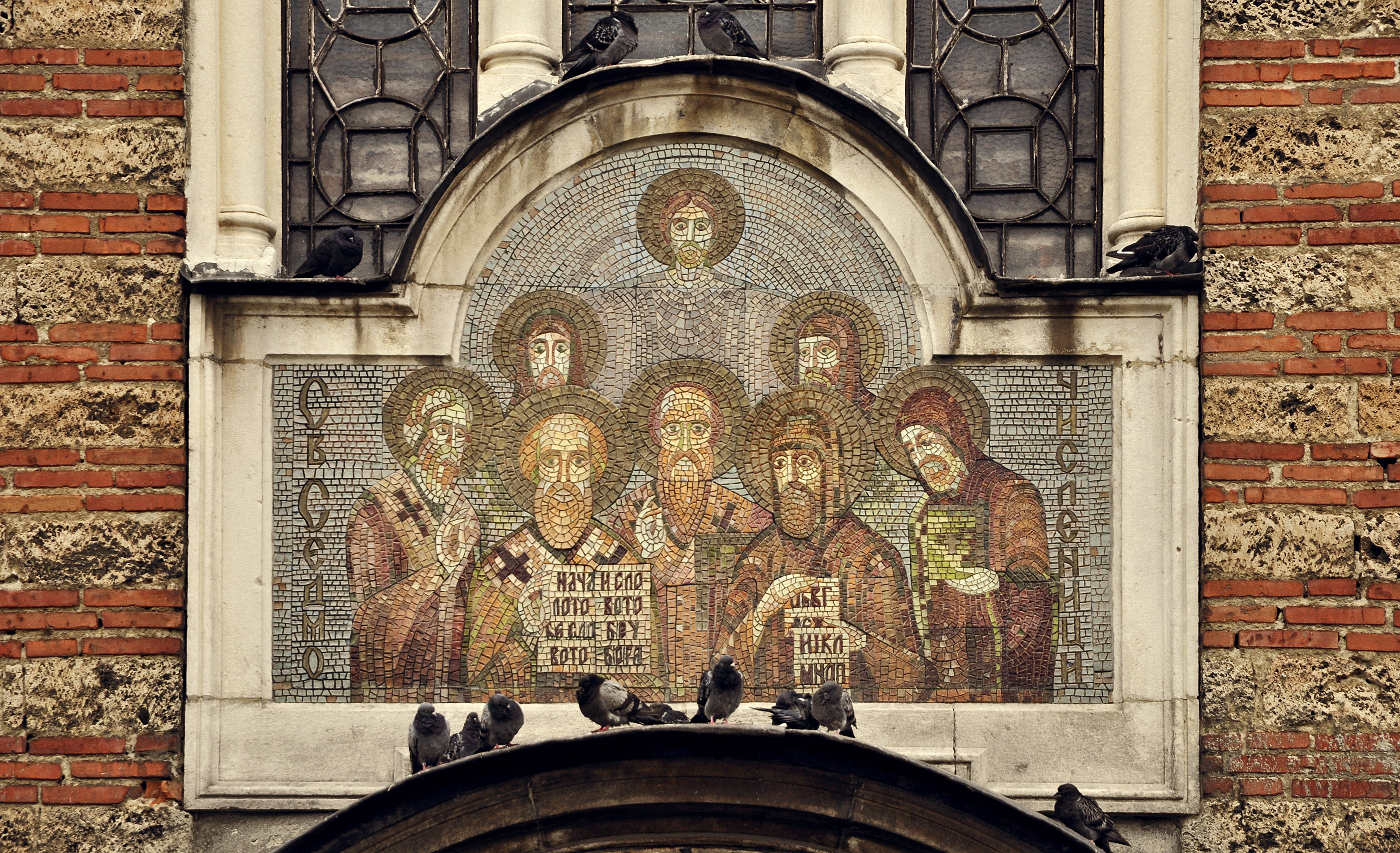
Mozaic.
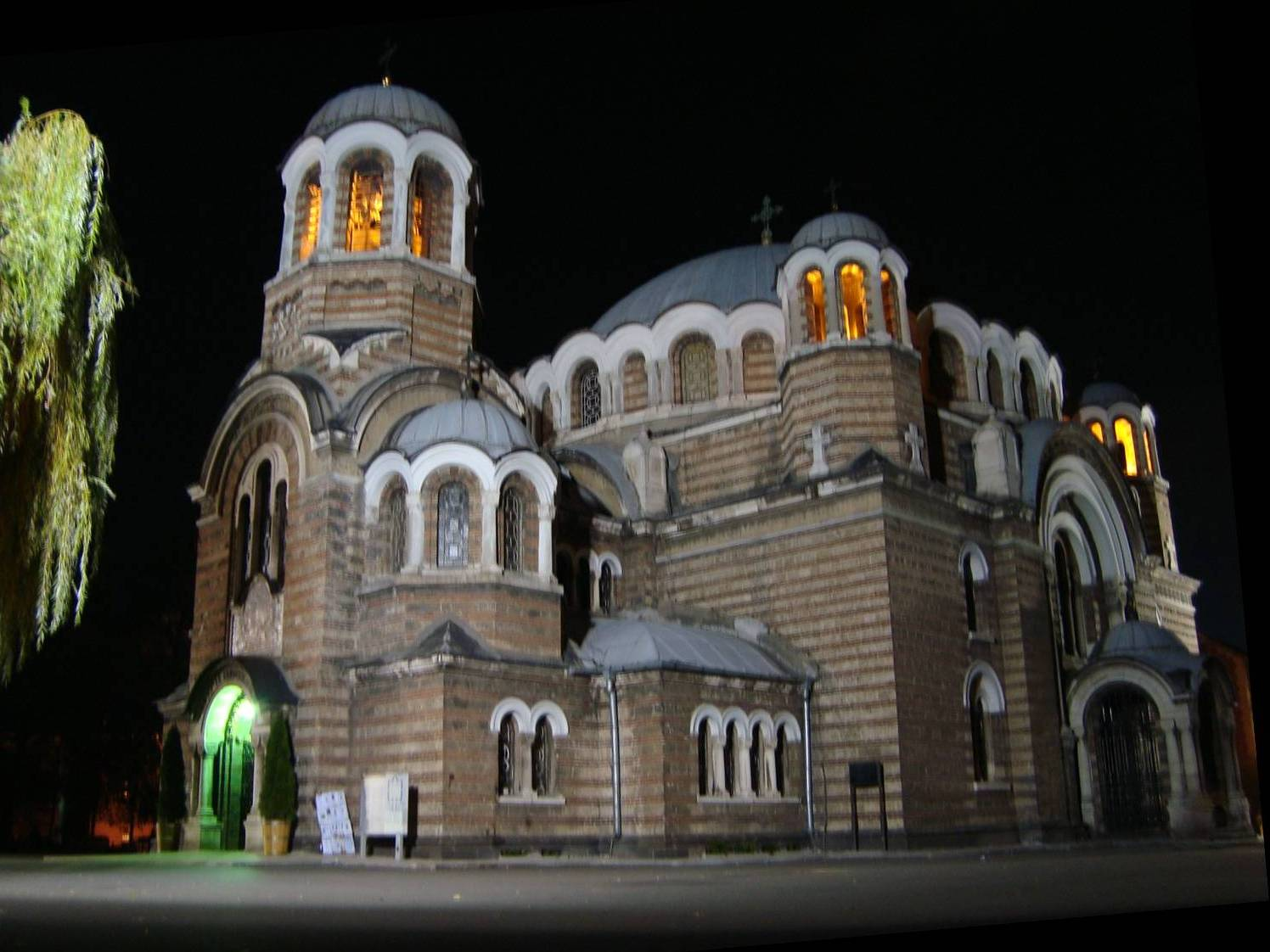
Biserica noaptea.